# Kiebitzhöhe
Die Kiebitzhöhe ist ein Stadtteil von Kölleda im Landkreis Sömmerda in Thüringen.

## Geschichte
Als neuer Stadtteil wurde die Kiebitzhöhe im Westen der Stadt im Jahr 1958 errichtet. Der Name leitet sich aus dem dort befindlichen Kiebitzhügel ab. Zur Zeit des Nationalsozialismus hatte die Luftwaffe (Wehrmacht) auf der Kiebitzhöhe einen ihrer größten Stützpunkte. In der Deutschen Demokratischen Republik bestand Kiebitzhöhe aus fünf Betonwohnblöcken. Der zentrale alte Kommandantenbereich wurde zu einer Klinik für Tuberkulosekranke. Ansonsten unterhielt der Konsum (Handelskette) eine kleine Verkaufsstelle. Die alte landwirtschaftliche Versorgung ging in eine Art LPG über. Heute befindet sich auf der Kiebitzhöhe ein Gewerbegebiet. Bekanntestes Unternehmen ist die MDC Power GmbH, welche Motoren für die Daimler AG herstellt.
Der Haltepunkt Kiebitzhöhe liegt an der Bahnstrecke Straußfurt–Großheringen (Pfefferminzbahn). Zweistündlich verkehren Regionalbahnen der Linie EB 27 der Erfurter Bahn nach Sömmerda sowie Buttstädt.